# Oshkosh Corporation

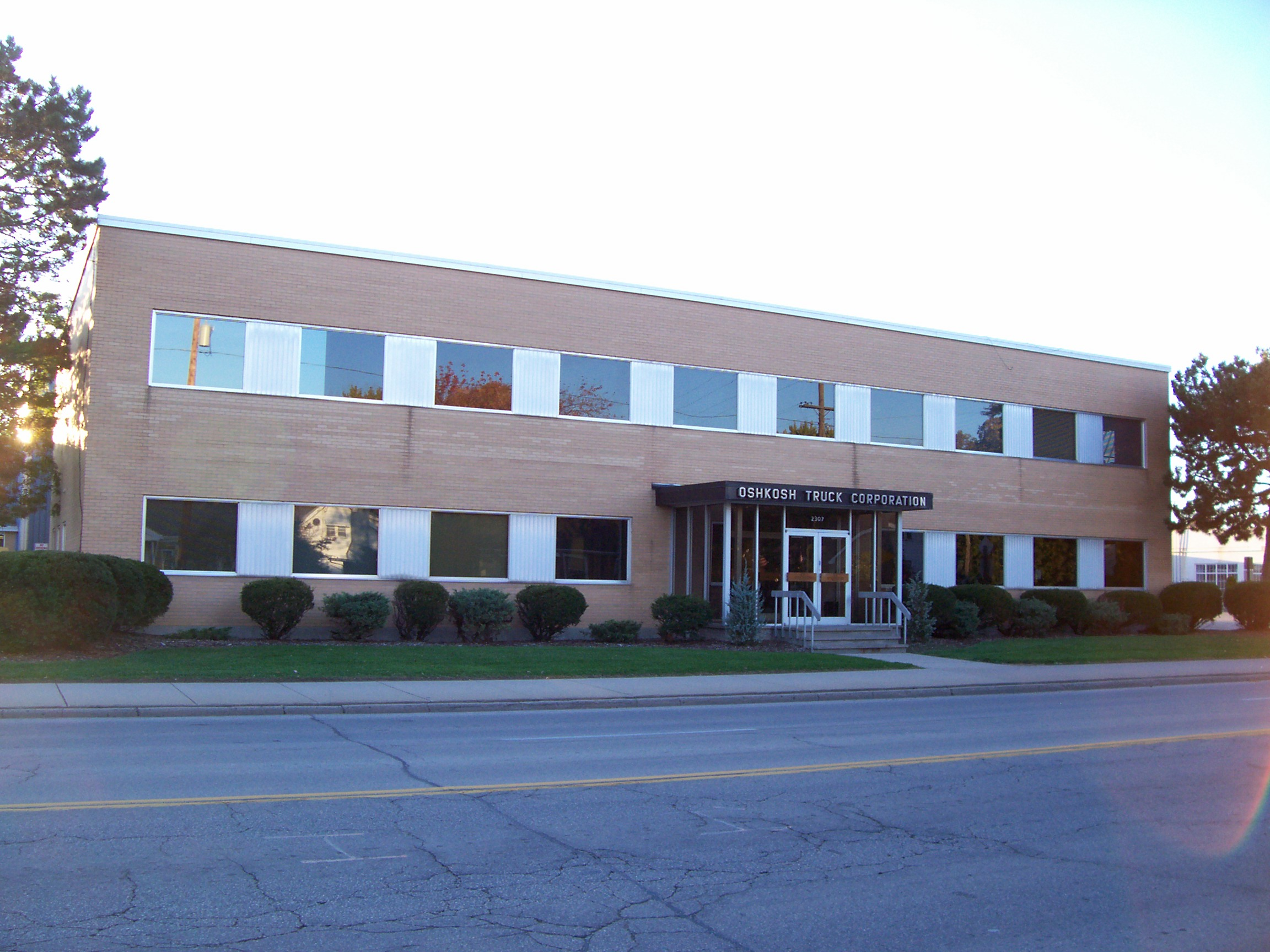
Sede central de Oshkosh en Oshkosh, Wisconsin, EUA

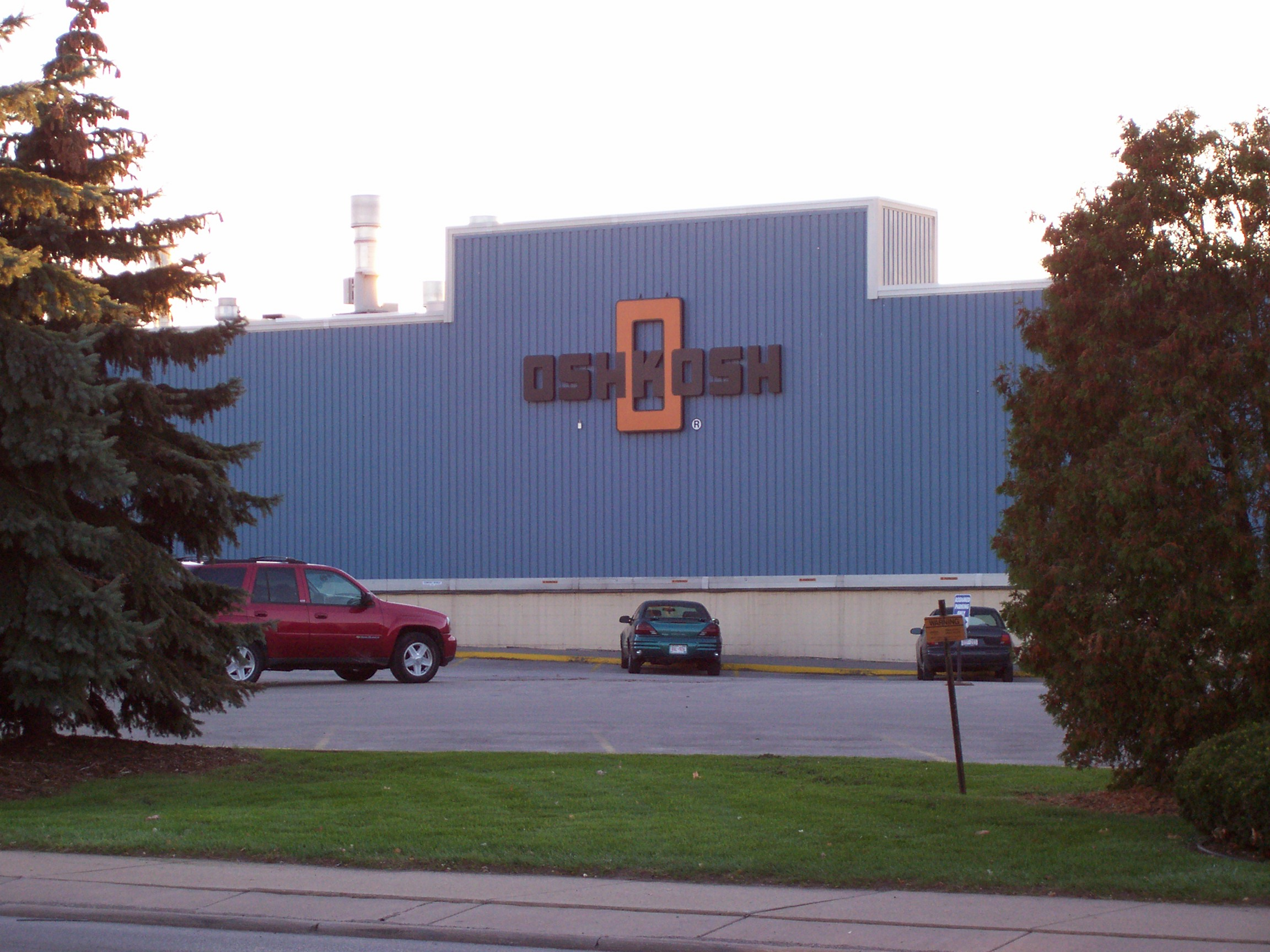
Planta de fabricación de camiones de Oshkosh en su sede central.

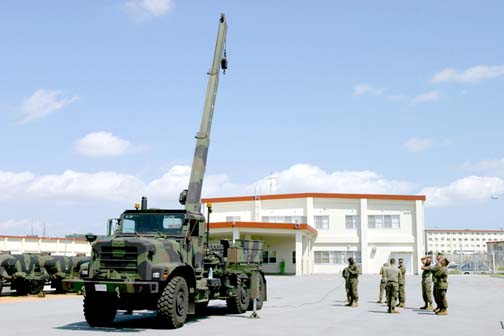
Vehículo MK36.

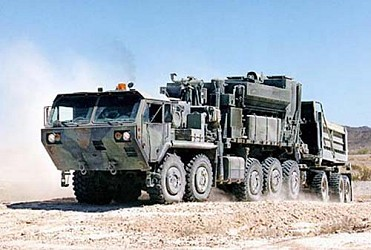
Sistema de carga paletizada (PLS).

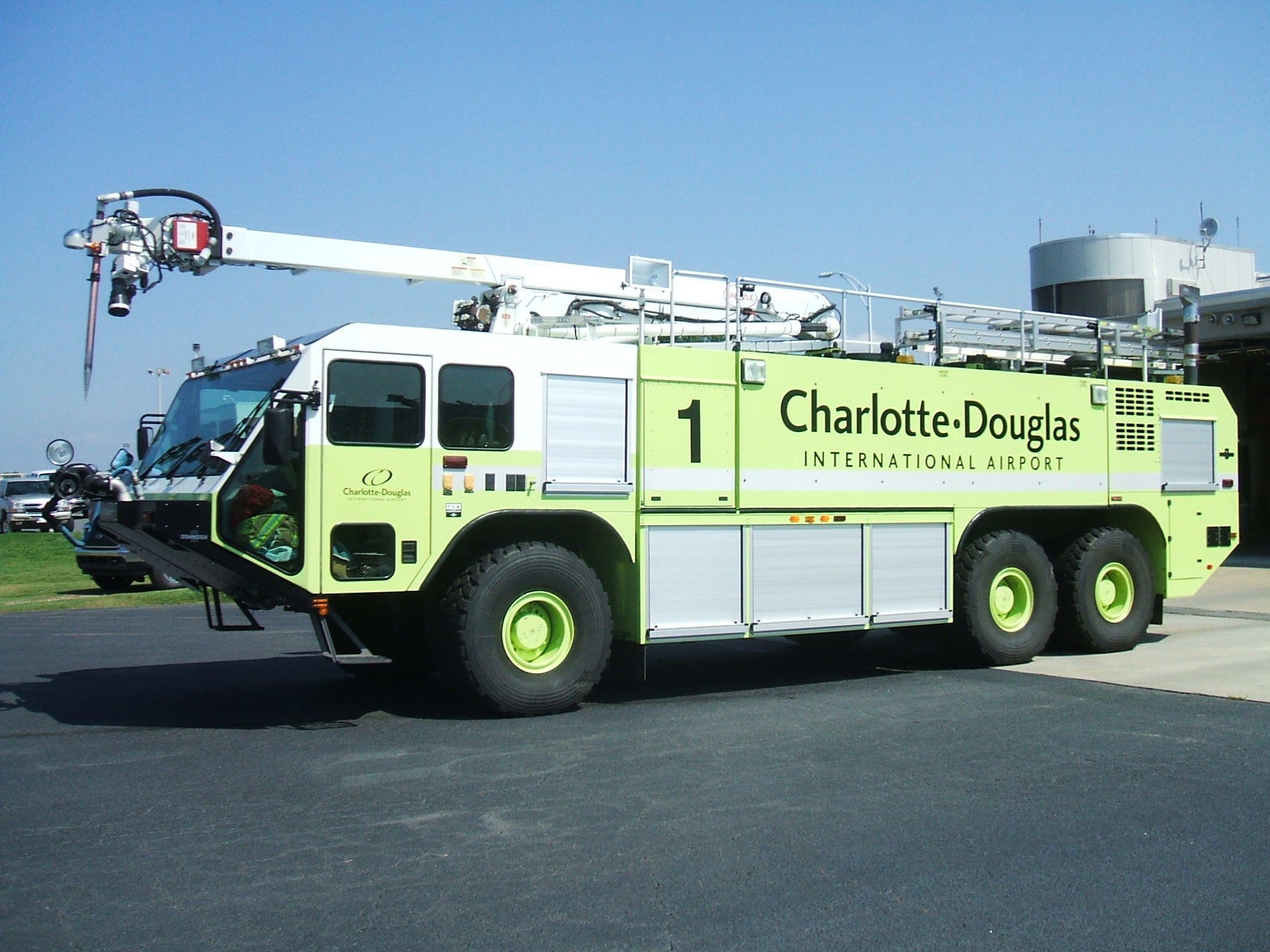
Aeropuerto Charlotte-Douglas Oshkosh Striker.

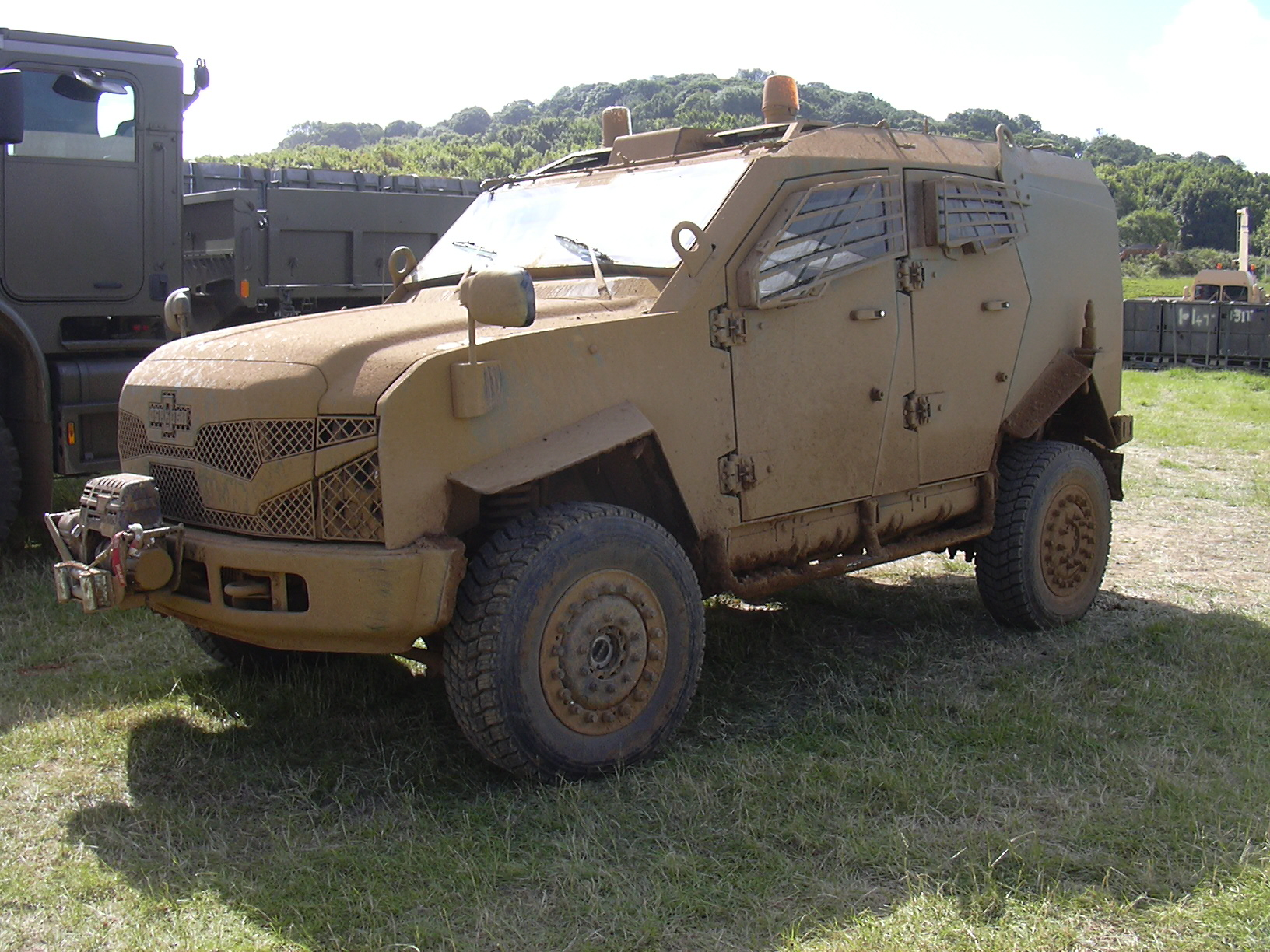
Sand Cat.

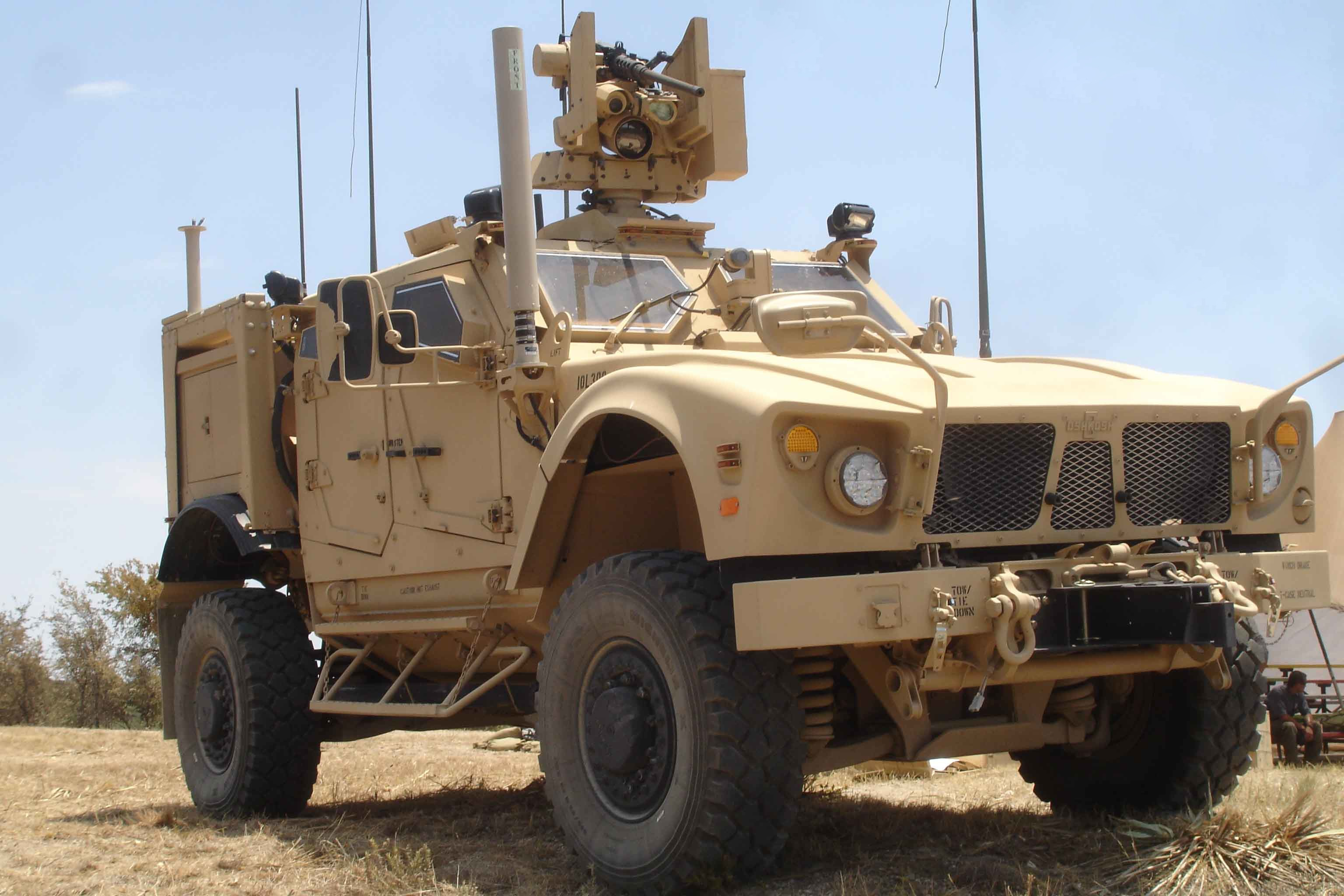
Oshkosh M-ATV.

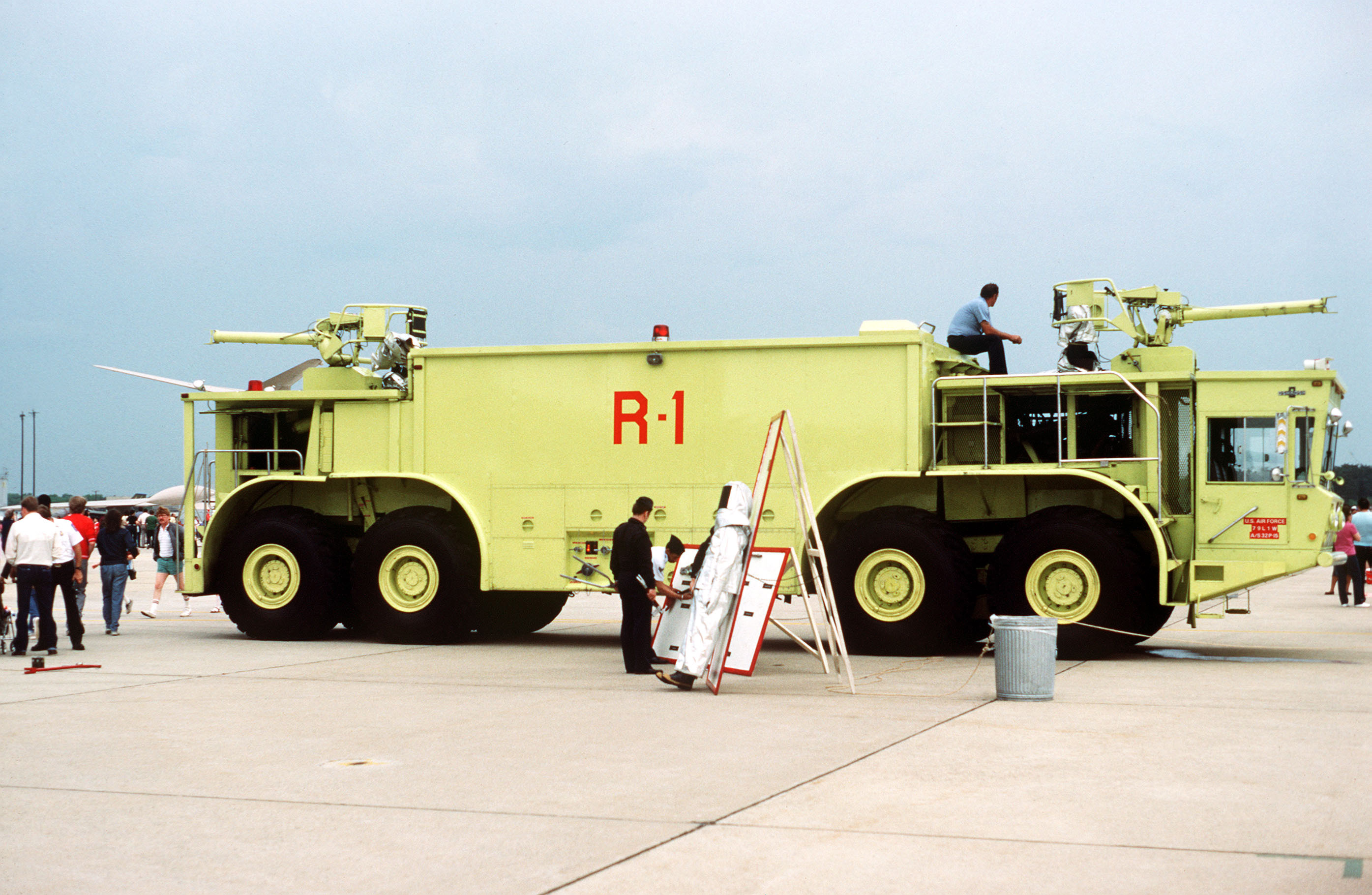
USAF Oshkosh P-15 8x8.

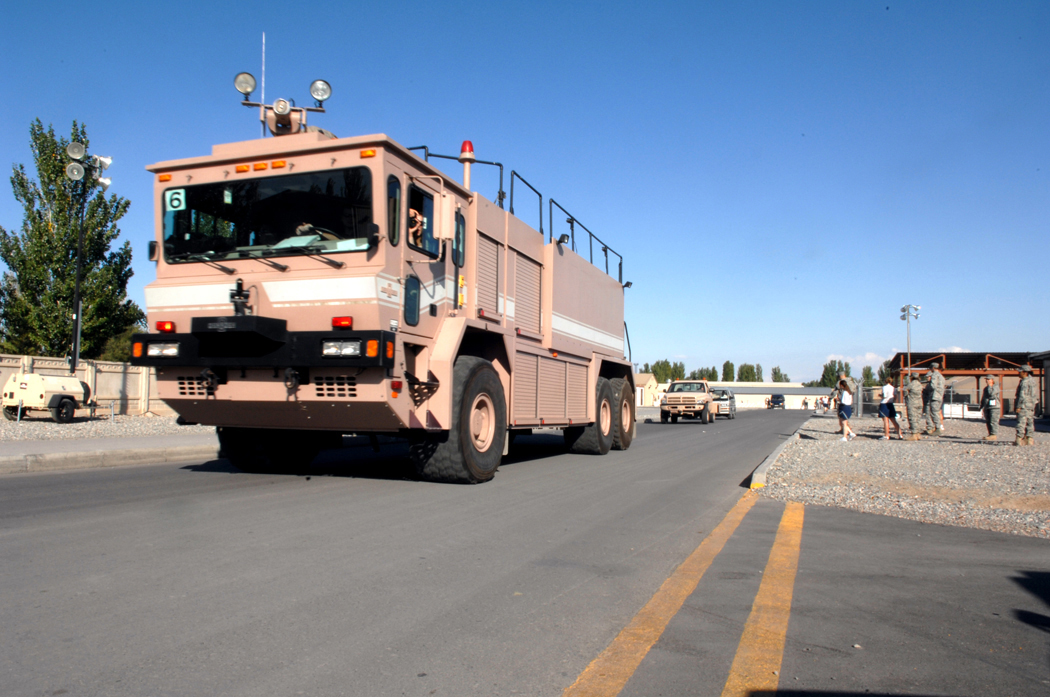
USAF Oshkosh T-3000 6x6.

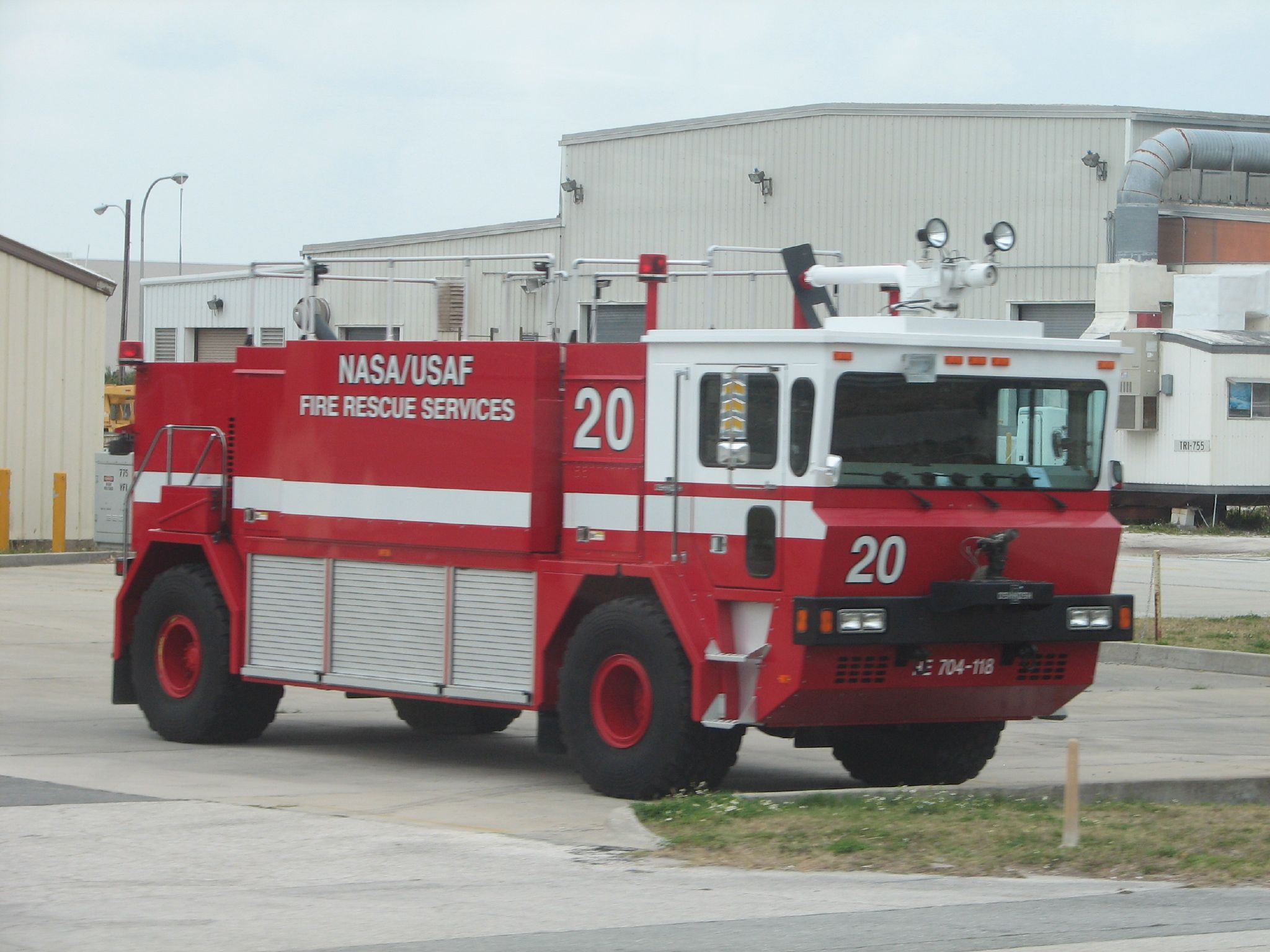
NASA-USAF Oshkosh T-3000 4x4 en el centro espacial Kennedy, Florida.

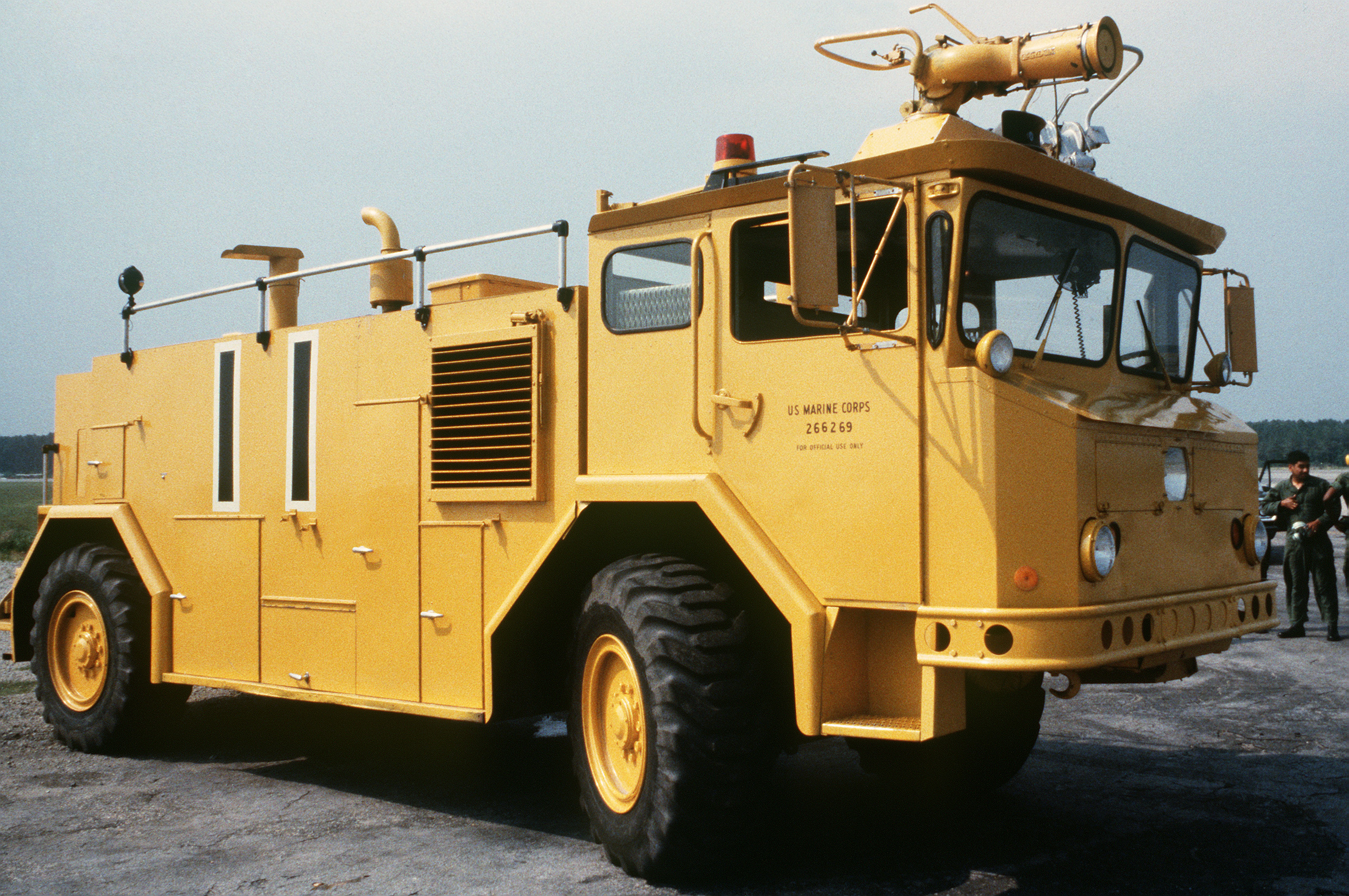
USMC Oshkosh MB1.

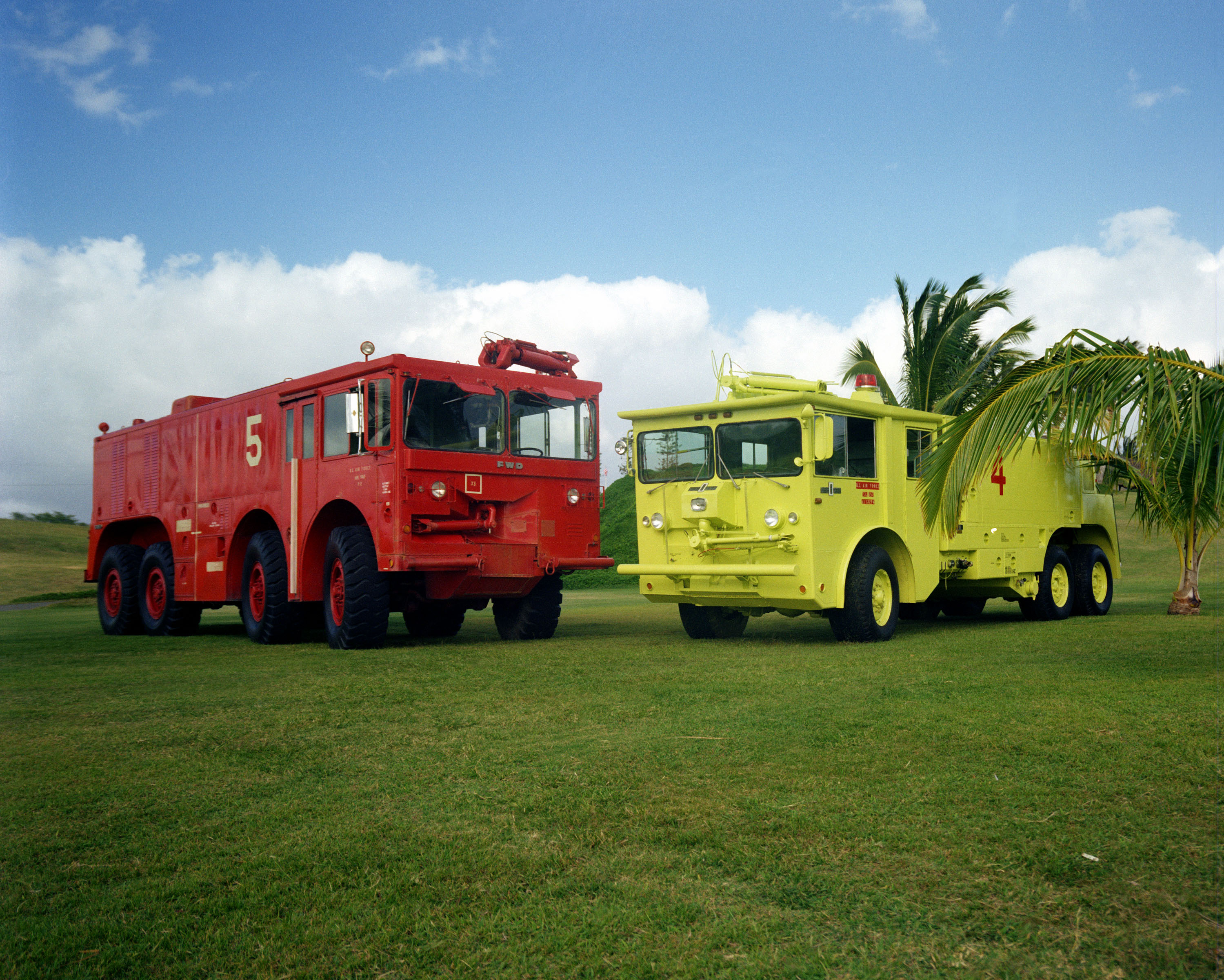
USAF Oshkosk P-4 (a la derecha).

Oshkosh Corporation, anteriormente conocida como Oshkosh Truck, es una empresa industrial estadounidense que diseña y fabrica camiones especializados, vehículos militares, carrocerías de camiones, equipos de extinción de incendios para aeropuertos y equipos de acceso. La corporación también es propietaria de Pierce Manufacturing, un fabricante de equipos contra incendios ubicado en Appleton, Wisconsin, y de JLG Industries, un fabricante de equipos de elevación, incluidos elevadores aéreos, plataformas de brazo articulado, plataformas de tijera, manipuladores telescópicos y plataformas de acceso de baja altura.
Con sede en Oshkosh, Wisconsin, la empresa emplea a aproximadamente 18.000 personas en todo el mundo, repartidas en 125 instalaciones en 19 países. Está organizada en cuatro principales áreas de negocio: equipos de acceso, defensa, emergencias y bomberos, y comercial.

## Organización
Oshkosh Corporation tiene su sede central en Oshkosh, Wisconsin. Cuenta con operaciones de fabricación en ocho estados de EE. UU. y en Australia, Canadá, China, Francia y Rumanía, así como mediante inversiones en empresas conjuntas en México y Brasil. Sus cuatro principales áreas de negocio se organizan de la siguiente manera: 
- La división de equipos de acceso tiene su sede en McConnellsburg, Pensilvania.
- La división de Defensa en Oshkosh, Wisconsin.
- La división de Incendios y Emergencias en Appleton, Wisconsin.
- La división Comercial en Dodge Center, Minnesota.

Los productos y servicios de Oshkosh se venden en más de 150 países de todo el mundo. La empresa también mantiene una red global de servicios.

## Historia
Fundada en 1917 como Wisconsin Duplex Auto Company, comenzó fabricando un camión de cuatro ruedas para trabajos pesados que fue conocido por el sobrenombre "Old Betsy" y que aún es posible verlo en demostraciones y desfiles.  Tras este primer prototipo, la empresa comenzó a desarrollarse rápidamente. Actualmente su sede se encuentra en Oshkosh, Wisconsin.

## Adquisiciones
Desde 1989, Oshkosh ha realizado veintiún adquisiciones y ha llevado a cabo tres desinversiones:
- 1989 – Oshkosh RV Chassis from Deere and Co. (vendido a Freightliner en 1995)
- 1996 – Pierce Manufacturing, Inc.
- 1997 – Nova Quintech
- 1998 – McNeilus Companies, Inc.
- 1999 – Kewaunee Fabrications, L.L.C.
- 1999 – Viking Truck & Equipment
- 2000 – Medtec Ambulance Corporation (cerrada en julio de 2012)
- 2001 – Geesink Norba Group (vendida en 2009)
- 2001 – TEMCO[4]
- 2004 – Jerr-Dan Corporation
- 2004 – BAI Corporation (vendida en 2009)
- 2005 – CON-E-CO
- 2005 – London Machinery, Inc.[5]
- 2006 – AK Specialty Vehicles, actualmente conocida como Oshkosh Specialty Vehicles
- 2006 – IMT (Iowa Mold Tooling)[6]
- 2006 – JLG Industries
- 2020 – Pratt & Miller, incluida la escudería Corvette Racing[7]
- 2022 – MAXIMETAL[8]
- 2022 – Hinowa SpA[9]
- 2023 – JBT Aerotech[10]
- 2024 – AUSA Center S.A.[11]